# Municipio de Whitemarsh
El municipio de Whitemarsh  (en inglés: Whitemarsh Township) es un municipio ubicado en el condado de Montgomery en el estado estadounidense de Pensilvania. En el año 2000 tenía una población de 16.702 habitantes y una densidad poblacional de 441,5 personas por km².

## Geografía
El municipio de Whitemarsh se encuentra ubicado en las coordenadas 40°06′00″N 75°14′58″O / 40.10000, -75.24944.

## Demografía
Según la Oficina del Censo en 2000 los ingresos medios por hogar en la localidad eran de $78,630 y los ingresos medios por familia eran $91,731. Los hombres tenían unos ingresos medios de $58,774 frente a los $41,977 para las mujeres. La renta per cápita para la localidad era de $39,785. Alrededor del 2,9% de la población estaban por debajo del umbral de pobreza.